# Baton Rouge
Baton Rouge (francouzsky Bâton-Rouge) je hlavní město amerického státu Louisiana. Leží v jihovýchodní části státu u řeky Mississippi a je hlavní průmyslové, petrochemické a přístavní město na jihu USA.
Bylo založeno roku 1699 francouzským průzkumníkem Pierrem Le Moyne d'Ibervillem. Osídlení Evropany začalo v roce 1721, kdy zde francouzští kolonisté založili vojenskou a obchodní stanici. V roce 1803 byla Louisiana začleněna do vzniklých Spojených států. Od roku 1893 bylo Baton Rouge označováno jako hlavní město Louisiany.
Je to jedno z nejrychleji technologicky se rozvíjejících měst na jihu USA. V roce 2021 zde zřídil Amazon a Microsoft své kanceláře nebo distribuční centra. A v roce 2023 zde založila společnost Aldi své zastoupení.
V Baton Rouge je také nejvzdálenější suchozemský přístav na řece Mississippi, který je schopen obsluhovat zaoceánské tankery a nákladní lodě. Největším průmyslovým odvětvím je petrochemická výroba a zpracovatelský průmysl.
Velkoměstská aglomerace Baton Rouge je jedna z nejrychleji rostoucích (pod 1 milion obyvatel) v USA – v roce 2000 měla 600 000 a v roce 2008 už 770 000 obyvatel.
Město má rozlohu 223,56 km², z toho 199,3 km² tvoří pevnina a 5,7 km² (2,81 %) voda.

## Demografie
V roce 2020 zde proběhlo sčítání obyvatel a v tu dobu zde žilo 227 470 lidí. Podle sčítání lidu z roku 2010 zde žilo 229 493 obyvatel. Podle sčítání lidu z roku 2000 zde sídlilo 227 818 obyvatel, 88 973 domácností a 52 672 rodin. Hustota zalidnění byla 1144,7 obyvatel/km².

### Rasové složení
- 34,2 % bílí Američané
- 53,5 % Afroameričané
- 0,17 % Indiáni
- 3,21% asijští Američané
- 0,03 % pacifičtí ostrované
- 0,34 % jiná rasa
- 2,55 % dvě nebo více ras

Obyvatelé hispánského nebo latinskoamerického původu, bez ohledu na rasu, tvořili 5,94 % populace.

#### Věk
- <18 let – 24,4 %
- 18–24 let – 17,5 %
- 25–44 let – 27,2 %
- 45–64 let – 19,4 %
- >64 let – 11,4 %
- průměrný věk – 30 let

## Osobnosti města
- John Fred (1941–2005), písničkář
- Lynn Whitfieldová (* 1953), herečka
- Pruitt Taylor Vince (* 1960), herec
- Shane West (* 1978), herec a hudebník
- Cameron Richardson (* 1979), modelka a herečka
- Carly Pattersonová (* 1988), gymnastka, olympijská vítězka
- YoungBoy Never Broke Again, rapper

## Partnerská města
- Káhira, Egypt (1951)
- Rouen, Francie (1963)
- Tchaj-čung, Tchaj-wan (1976)
- Ciudad Obregón, Mexiko (1977)
- Port-au-Prince, Haiti (1978)
- Lutych, Belgie (1985)
- Aix-en-Provence, Francie (1987)
- Córdoba, Mexiko (2002)
- Che-ce, Čína (2008)
- Malatya, Turecko (2009)
- Kuej-jang, Čína (2010)